# Giovanni Arrighi
Giovanni Arrighi (ur. 7 lipca 1937, zm. 19 czerwca 2009), włoski ekonomista, profesor socjologii, dyrektor Institute for Global Studies in Culture, Power and History Uniwersytetu Johna Hopkinsa w Baltimore w Stanach Zjednoczonych. Współpracownik polskiego czasopisma „Lewą Nogą”.

## Życie
Giovanni Arrighi zajmował się przede wszystkim socjologią historyczną i porównawczą oraz socjologią gospodarczą. Był jednym ze współpracowników Iftikhara Ahmada, Miin-wen Shiha oraz Immanuela Wallersteina, a także współtwórcą analizy „systemu-świata”, którą znacznie modyfikuje, zwłaszcza pod względem periodyzacji (określenie początków powstania światowego systemu kapitalistycznego) i geografii „centrów”. Arrighi prowadził badania dotyczące formowania się rynku pracy i rozwoju gospodarczego Afryki Południowej i Południowej Europy oraz tworzenia się warstw społecznych i ekonomicznych w ramach gospodarki globalnej. Najnowsze badania zrealizowane przez Ariighiego dotyczyły problematyki ekonomicznej (nierówność w dystrybucji bogactwa na świecie) i geopolitycznej (relacje władzy na arenie międzynarodowej) państw w dobie globalizacji. Jego orientacja naukowa przesunęła się ostatnio w kierunku krajów Azji Wschodniej oraz Afryki subsaharyjskiej.

## Dzieło

### Monografie
- 1967 – The Political Economy of Rhodesia.
- 1973 – Essays on the Political Economy of Africa.
- 1978 – Geometry of Imperialism.
- 1982 – Dynamics of Global Crisis.
- 1985 – Semiperipheral Development: The Politics of Southern Europe in the Twentieth Century.
- 1989 – Antisystemic Movements.
- 1990 – Transforming the Revolution: Social Movements and the World System.
- 1994 – The Long Twentieth Century: Money, Power, and the Origins of Our Times.
- 1999 – Chaos and Governance in the Modern World System (współautorzy: B. J. Silver i inni).
- 2003 – The Resurgence of East Asia: 500, 150 And 50 Year Perspectives.
- 2007 – Adam Smith in Beijing: Lineages of the Twenty-First Century.

### Niektóre artykuły
- 1982 – A Crisis of Hegemony, w: S. Amin, G. Arrighi, A. G. Frank i I. Wallerstein, Dynamics of Global Crisis, 55-108 (Nowy Jork: Monthly Review Press).
- 2003 – (razem z Iftikharem Ahmadem i Miin-wen Shih) Poza hegemoniami zachodnimi (tłum. Mariusz Turowski i Zbigniew Marcin Kowalewski), w: „Lewą Nogą”, 15/03, strony 153-226 (Instytut Wydawniczy „Książka i Prasa”).